# 미야자와 마사시
미야자와 마사시(일본어: 宮沢 正史, 1978년 4월 24일 ~ )는 일본의 전직 축구 선수이다.

## 구단 경력
과거 FC 도쿄, 오이타 트리니타, 베갈타 센다이, FC 기후에서 활동하였다.